# Pedicularis laxiflora
Pedicularis laxiflora är en snyltrotsväxtart som beskrevs av Adrien René Franchet. Pedicularis laxiflora ingår i släktet spiror, och familjen snyltrotsväxter. Inga underarter finns listade i Catalogue of Life.